# لوتز هوفمان
لوتز هوفمان (آلمانی: Lutz Hoffmann؛ ۳۰ ژانویه ۱۹۵۹ – ۵ دسامبر ۱۹۹۷) ژیمناست هنری اهل آلمان بود.